# Privilegierter Eisenbahn-Durchgangsverkehr
Als Privilegierter Eisenbahn-Durchgangsverkehr (PED) wird Eisenbahnverkehr bezeichnet, der als Transitverkehr über fremdes Staatsgebiet erfolgt, ohne dass Zoll- oder Passkontrollen stattfinden. Je nach konkreter Regelung kann der PED zugleich dem Wechselverkehr zwischen den jeweiligen Staaten dienen. Dem PED weitgehend vergleichbar ist der in Österreich verwendete Rechtsbegriff des Korridorverkehrs. Allerdings umfasst dieser gemäß § 18f Absatz 2 Satz 3 des Österreichischen Arbeitszeitgesetzes nur „Zugbewegungen auf grenzüberschreitenden Strecken, die ihre Fahrt auf der Infrastruktur desselben Mitgliedstaats beginnen und beenden und die Infrastruktur eines anderen Mitgliedstaats nutzen, ohne dort anzuhalten“.

## Allgemeines

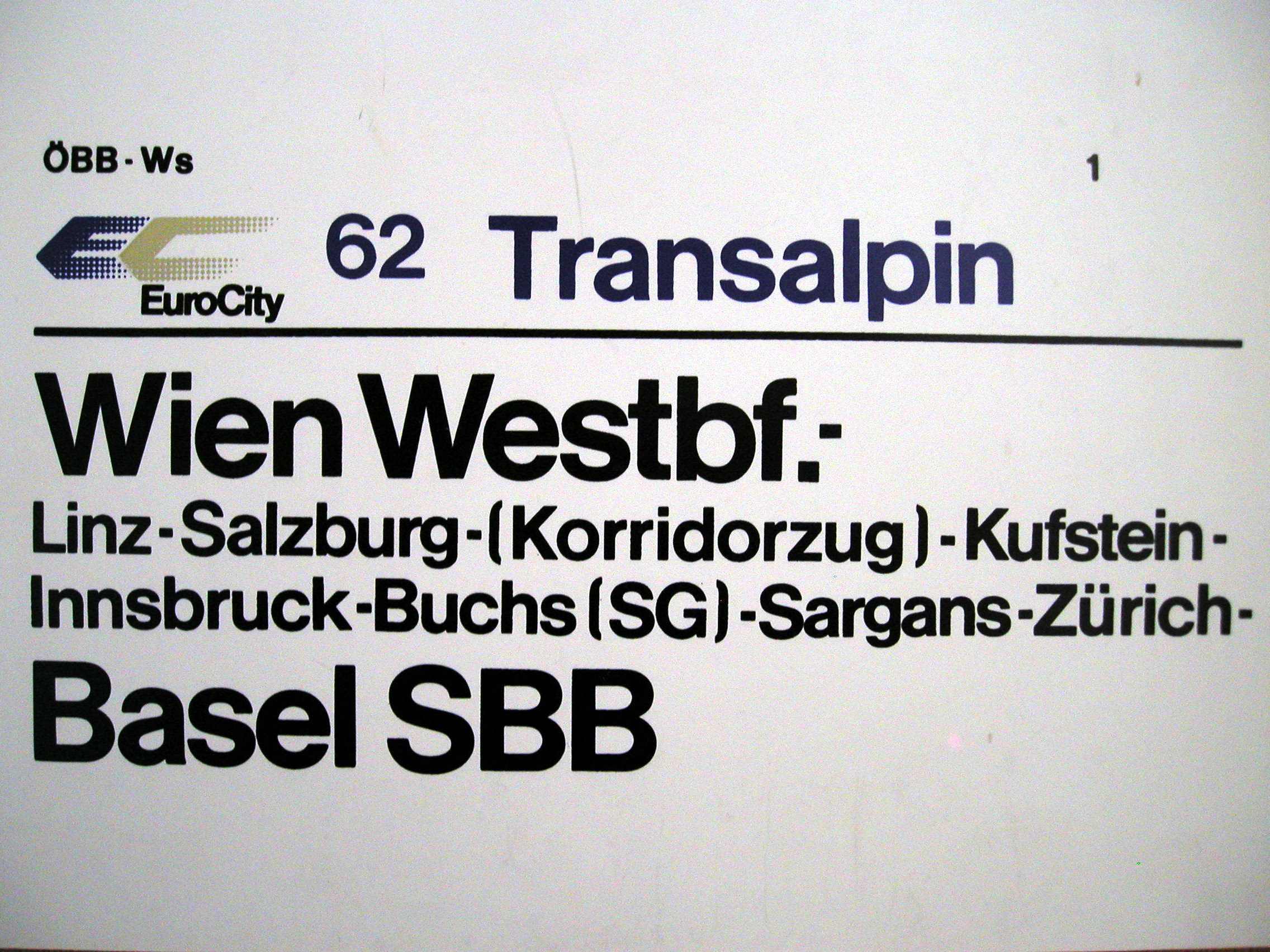
Zuglaufschild des „Transalpin“ mit Hinweis auf den Korridorverkehr

Ein Privilegierter Durchgangsverkehr wird normalerweise durch Abschluss eines Staatsvertrages geregelt. Darin wird unter anderem festgelegt, welcher Verkehr (Personen, Güter) dem Privilegierten Durchgangsverkehr unterliegt, welche Kontrollen durchgeführt werden dürfen, welche Kosten anfallen und welche Rechtsvorschriften (z. B. über die Höhe des Mehrwertsteuersatzes für Speisen und Getränke, die im Speisewagen eingenommen werden) während der Fahrt durch das Transitland gelten.
Durchgangsverkehr über das Gebiet anderer Staaten kann aus verschiedenen Gründen nötig sein. So war es auf Grund der geografischen Situation gelegentlich unmöglich oder unwirtschaftlich, eine Eisenbahntrasse ohne Grenzüberschreitung zu erbauen, ein Beispiel hierfür ist die Außerfernbahn. Auch als Folge der Änderung von Staatsgrenzen kann ein Teil einer durchgehenden Bahnverbindung über das Gebiet eines anderen Staates führen, wie etwa bei der Bahnstrecke Zittau–Hagenwerder.
Reisende, Gepäck und Güter werden nach den Bestimmungen des Binnenverkehrs der Ausgangsbahn abgefertigt, durch die Transitbahn erfolgt keine Kontrolle der Fahrausweise oder der Ladung. Sie stellt nur die Fahrplantrasse und erhält dafür eine pauschale Vergütung.
Abhängig von den jeweiligen zwischenstaatlichen Beziehungen der beiden betreffenden Staaten und dem Umfang der Verkehrsnachfrage werden die Eisenbahnzüge unter verschiedenen Bedingungen geführt. Oft hielten die PED-Züge nicht im Transitland,  Ein- und Aussteigen waren dort nicht erlaubt. Mitunter wurden früher die Türen der Reisezugwagen verschlossen oder verplombt, was inzwischen aus Sicherheitsgründen nicht mehr zulässig ist. Es fanden keine Pass- und Zollkontrollen statt. Erleichterungen im internationalen Reiseverkehr wie etwa Aufhebung der Visumpflicht oder die Aufhebung von Personen- und Zollkontrollen führten dazu, dass es heute verschiedene Formen des PED gibt. Aufgrund des Wegfalls der Grenzkontrollen im Zuge der Umsetzung des Schengener Abkommens haben die meisten europäischen Korridorverkehre einen großen Teil ihrer Besonderheiten gegenüber dem übrigen Eisenbahnverkehr verloren. Heute besteht die einzige Besonderheit eines PED oft nur noch im Eisenbahntarif, indem bei diesen Zügen weiterhin die nationalen und nicht die internationalen Tarife zur Anwendung kommen. So ist es weiterhin möglich, tschechische Binnenverkehrsfahrkarten für die grenzüberschreitende Strecke zwischen Liberec und Zittau zu lösen.
Eine Sonderform des privilegierten Durchgangsverkehrs war der Sperrwagen. Damit war es möglich, einen oder mehrere Personenwagen über Strecken des anderen Staates zu bewegen, ohne dass dieser Pass- oder Zollkontrollen unterlag.

## Entwicklung in einzelnen Ländern

### Deutschland

#### Bis 1918

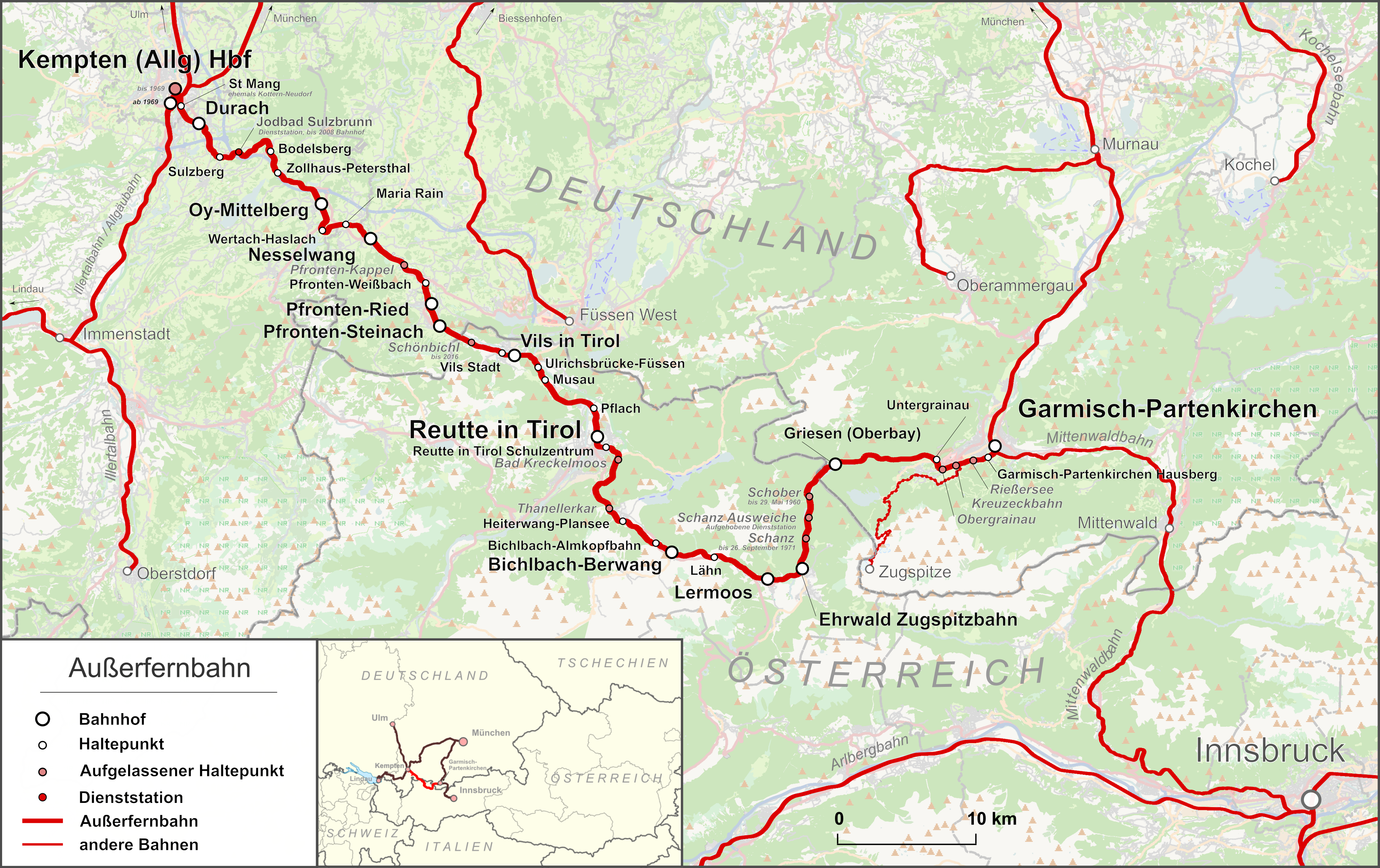
Außerfern- und Mittenwaldbahn

Ein gegenseitiger Durchgangsverkehr zwischen Bayern und Österreich wurde auf der Außerfernbahn ab 1913 zwischen Steinach und Reutte eingerichtet. Nach der Eröffnung der Strecke Scharnitz–Reutte am 20. Mai 1913 konnte die Bayerische Staatsbahn von Kempten (Allgäu) über Reutte nach Garmisch-Partenkirchen fahren, während die österreichische Bahn von Innsbruck nach Reutte fahren konnte. Hier wurden den normalen Zügen Sperrwagen mitgegeben, die in Deutschland verschlossen waren und in denen keine Grenzkontrollen stattfanden. Seit 1994 gibt es keine durchgehende Züge Innsbruck–Reutte mehr. Es muss in Garmisch-Partenkirchen umgestiegen werden. Damit gilt auf dieser Verbindung der österreichische Binnentarif nicht mehr, jedoch der Tiroler Verbundtarif.
Zwischen der Schweiz und dem damaligen Großherzogtum Baden wurde 1852 zum Bau der Hochrheinbahn ein Staatsvertrag abgeschlossen. In diesem wurde der Bau und Betrieb „badischer Strecken“ auf Schweizer Gebiet geregelt. Da die Frage, in wessen Eigentum sich die Trasse befindet, im Hinblick auf die Frage, ob ein Transitverkehr „privilegiert“ sei, unerheblich ist, handelt es sich bei dieser Verbindung um einen Fall von PED.
Der im Eigentum der Deutschen Bahn AG befindliche Badische Bahnhof in Basel hingegen gilt als exterritoriales Gelände (daher ist unter anderem die Deutsche Bundespolizei für den Bahnhof zuständig). Insofern besteht zwischen der deutsch-schweizerischen Grenze und dem Bahnhof ein kurzer Korridor.
Auf dem Bahnhof Schaffhausen, einem Gemeinschaftsbahnhof, gab es einen deutschen Bahnsteig, wo „innerdeutsch“ ohne Zoll- und Passkontrolle umgestiegen werden konnte, beispielsweise von Reisenden zwischen Stuttgart und Waldshut. Auch für Reisende, die im Korridorzug von Singen nach Waldshut durch die Schweiz fahren, gilt der deutsche Bahntarif.

#### 1918 bis 1945
Durch die Grenzziehungen in der Folge des Versailler Vertrages wurden verschiedene privilegierte Durchgangsverkehre durch den polnischen Korridor eingerichtet. Dabei erfolgte die Abwicklung durch polnische Lokomotiven und polnisches Personal. PED bestanden bis 1936 auf folgenden Strecken:
- Berlin – Stettin – Stolp – Groß Boschpol – Danzig – Tczew (Dirschau) – Marienburg – Königsberg
- Berlin – Schneidemühl – Firchau – Chojnice (Konitz) – Tczew (Dirschau) – Marienburg – Königsberg
- Berlin – Schneidemühl – Bydgoszcz (Bromberg) – Toruń (Thorn) – Deutsch Eylau – Allenstein – Insterburg
- Berlin – Neu Bentschen – Poznań (Posen) – Toruń (Thorn) – Deutsch Eylau – Allenstein – Insterburg
- Breslau – Poznań (Posen) – Toruń (Thorn) – Deutsch Eylau – Allenstein – Insterburg (nur Kurswagen)

Ab 1936 wurden nur noch die Strecken über Groß Boschpol und Firchau bedient. Auch nach der deutschen Besetzung Polens 1939 konnten die Züge vielfach nur mit Genehmigung verlassen werden. Diese Regelung galt später nur noch für Züge, die das Wartheland durchquerten. In weiten Teilen Danzig-Westpreußens galt diese Regelung nach der späteren ostwärtigen Verlegung der Polizeigrenze nicht mehr, direkte Fahrten von Pommern nach Ostpreußen und Danzig waren nach 1941 keine Korridorfahrten mehr.
Durch die Abtretung Nordschleswigs an Dänemark lag der Fährbahnhof Hoyerschleuse für den Verkehr nach Sylt auf dänischen Gebiet. Nachdem zunächst die Durchfahrt nur mit gültigem Visum gestattet war, verkehrten ab 1923 bis zur Eröffnung des Hindenburgdammes 1927 Korridorzüge zwischen Niebüll und Hoyerschleuse.
Durch die Besetzung des Sudetenlandes nach dem Münchener Abkommen 1938 war das Deutsche Reich bestrebt, eine Bahnverbindung zwischen Berlin und Wien auf dem kürzesten Weg zu etablieren, der nicht der Kontrolle der tschechoslowakischen Behörden unterlag. Es wurden deshalb Durchgangsverkehre zwischen Oberschlesien und Österreich eingerichtet. Die Grenzziehung zwischen dem Deutschen Reich und dem Protektorat Böhmen und Mähren orientierte sich nicht an den bestehenden Bahnstrecken. Es war deshalb erforderlich, im Grenzgebiet weitere Durchgangsverkehre einzurichten.

#### 1945 bis 1990

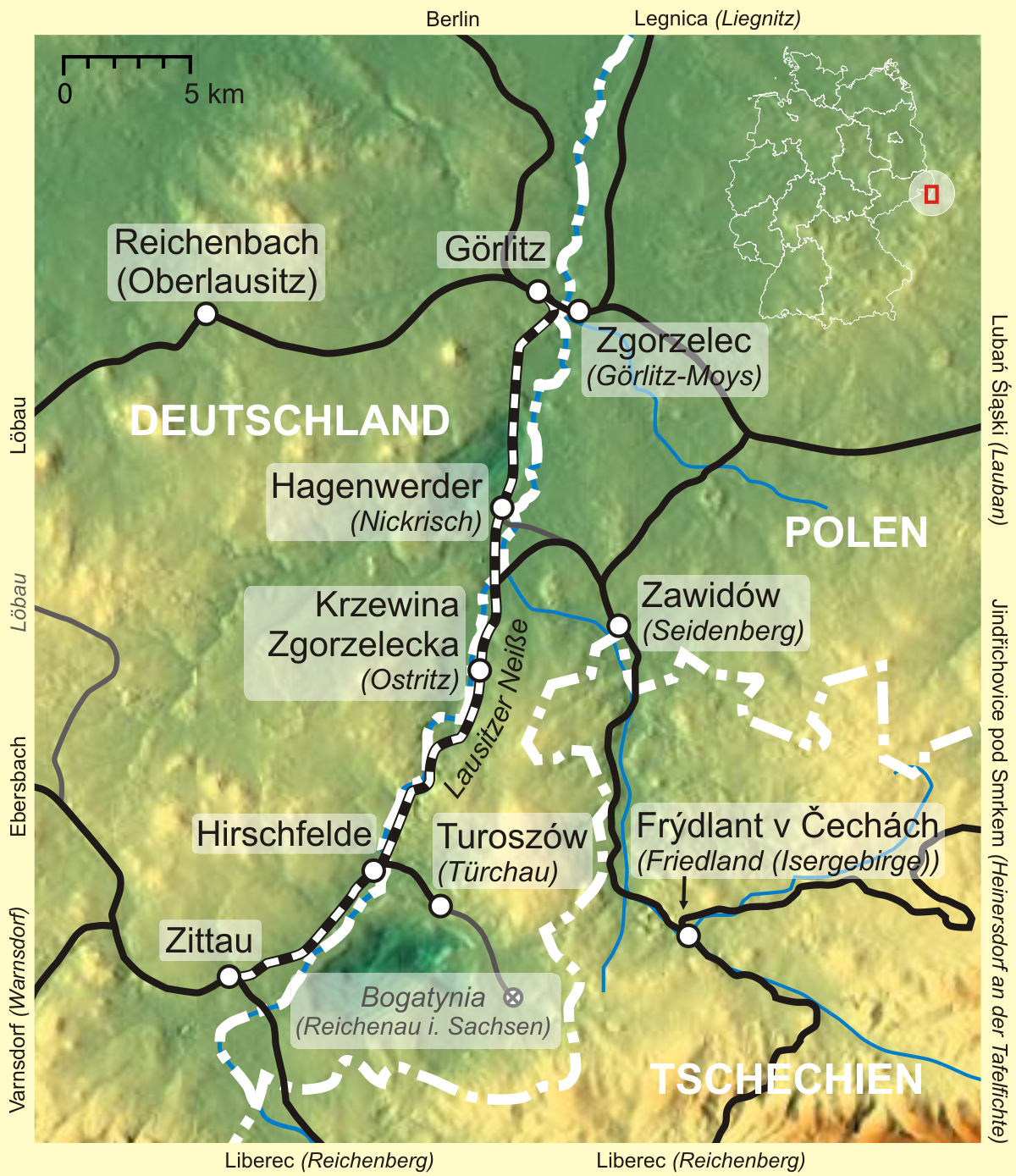
Neißetalbahn

Kompliziert stellte sich nach Beendigung des Zweiten Weltkrieges die Situation im neu entstandenen Dreiländereck DDR-Tschechoslowakei-Polen dar. Hier war es erforderlich, für direkte Züge von Zittau nach Görlitz einen Durchgangsverkehr auf der Bahnstrecke Zittau–Hagenwerder (Neißetalbahn) einzurichten, die auf dem Abschnitt zwischen Hirschfelde und Hagenwerder seit Festlegung der Oder-Neiße-Grenze auf polnischem Gebiet verläuft. Eine Besonderheit der Strecke ist, dass seitdem der Bahnhof der Stadt Ostritz auf polnischem Gebiet liegt. Die PED-Vereinbarung sah deshalb einen Halt der deutschen Züge im Krzewina Zgorzelecka genannten Bahnhof vor, der von Ostritz aus bis heute über eine Fußgängerbrücke zugänglich ist. Der polnische Abschnitt der Strecke im Neißetal ist zugleich Teil der Bahnstrecke Mikułowa–Bogatynia. Bei Rosenthal passiert die Strecke über zwei Neißebrücken für 220 m deutsches Gebiet, Züge von Görlitz nach Zittau queren die Grenze also viermal, die polnischen Züge von und nach Bogatynia passieren sie zweimal.
Infolge der deutschen Teilung wurden durch die Deutsche Reichsbahn nach 1945 kurzzeitig Durchgangsverkehre im Westen Thüringens eingerichtet. Dies betraf die Strecken  zwischen Wartha und Gerstungen (Thüringer Bahn), Mühlhausen und Treffurt sowie die Verbindung über die Ulstertalbahn nach Vacha, die auf kurzen Abschnitten westdeutsches Gebiet passierten. Umgekehrt richtete die Deutsche Bundesbahn durchgehende Personenzüge zwischen Bebra und Heringen (Werra) ein, die im östlich der Grenze gelegenen Bahnhof Gerstungen Kopf machten, ohne dass dort Zu- oder Ausstieg erlaubt war. 1952 wurden diese Verkehre infolge der beginnenden Abriegelung der Grenze eingestellt. Während die Strecken nach Treffurt und Vacha vollständig eingestellt und bald abgebaut wurden, diente die Strecke über Gerstungen weiter dem Transitverkehr. Diese kreuzte in ihrem Verlauf von Eisenach über Gerstungen nach Bebra mehrmals die innerdeutsche Grenze, so dass der der DDR gehörende Bahnhof Gerstungen von Eisenach nur über Bundesgebiet erreichbar und umgekehrt die bundesdeutschen Bahnhöfe Herleshausen und Wommen nur über DDR-Gebiet. Personenverkehr innerhalb der DDR gab es dort seit 1952 nicht mehr, jedoch Güterverkehr. Nach dem Bau einer Verbindungsstrecke war Gerstungen ab 1962 wieder direkt vom DDR-Gebiet erreichbar. Bis 1978 führte die Reichsbahn lediglich noch ein Güterzugpaar über Herleshausen. Seitens der Bundesbahn gab es mit wiederholten Unterbrechungen noch Güterverkehr zwischen Bebra und Heringen über Gerstungen. Die Strecke wurde nicht offiziell eingestellt, im an den Grundlagenvertrag anschließenden deutsch-deutschen Eisenbahnabkommen wurden bei allen noch bestehenden Strecken die gegenseitigen Betriebsrechte festgeschrieben.
Kein PED waren die Transitzüge zwischen der Bundesrepublik Deutschland und Berlin, denn die Verkehrsrechte für den Eisenbahnverkehr in West-Berlin lagen aufgrund alliierter Regelungen bei der Deutschen Reichsbahn. Ein Sonderfall waren die S-Bahnzüge durch den Nord-Süd-Tunnel in Berlin. Hier konnten Reisende aus West-Berlin das Gebiet Ost-Berlins ohne Kontrollen durchqueren und im Bahnhof Friedrichstraße umsteigen.

#### Seit 1990

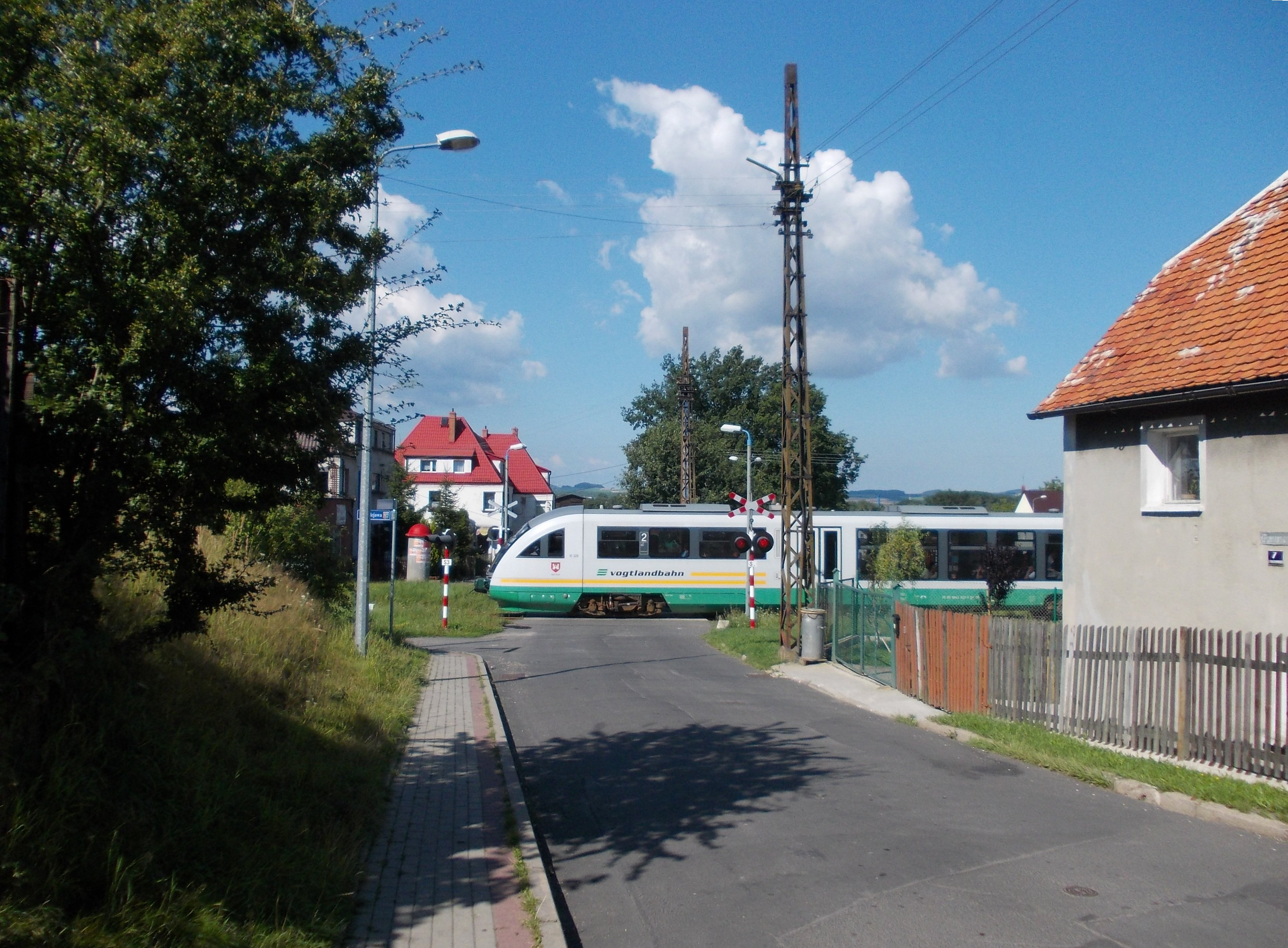
Freie Durchfahrt der Vogtlandbahn von Varnsdorf bzw. Zittau nach Liberec durch Porajów (Polen)

Die Deutsche Wiedervereinigung führte zum Ende aller Sonderregelungen an der innerdeutschen Grenze. Mit dem Schengener Abkommen entfielen bei den verbliebenen PED-Verkehren an den deutschen Grenzen zu Polen, Tschechien und Österreich die Pass- und Zollkontrollen. Lediglich tariflich und betrieblich bestehen weiterhin besondere Regelungen.

### Tschechoslowakei, Tschechien, Slowakei
Zur Bedienung des an der Strecke Plauen–Cheb gelegenen tschechischen Bahnhofs Plesná wurde nach 1945 ein Durchgangsverkehr zwischen der ČSD und der DR vereinbart. Die Züge verkehrten von Cheb nach Plesná und durchfuhren bei Schönberg einen Streckenabschnitt der DR.
Entlang der Strecke Varnsdorf–Großschönau–Zittau und weiter nach Liberec bestand PED für Reisende aus der Tschechoslowakei (später Tschechien) durch deutsches und für Reisende zwischen Seifhennersdorf und Großschönau über tschechisches Gebiet. Zusätzlich verläuft die Bahnstrecke Zittau–Liberec seit 1945 im Bereich der Gemeinde Porajów (Großporitzsch) über polnisches Territorium. Der PED von ČSD und DR lief nebeneinander und voneinander getrennt, zusätzlich verkehrten seit 1977 zwei Zugpaare des Wechselverkehres zwischen Zittau und Liberec. Die Züge im PED hatten im jeweils anderen Staat keinen Verkehrshalt. Erst am 23. Mai 1982 erhielten die Züge der ČSD zwischen Varnsdorf und Liberec einen Verkehrshalt in Zittau. Die Grenzabfertigung erfolgte auf dem Bahnsteigzugang in Zittau. Der Verkehrshalt im Bahnhof Varnsdorf für die Züge zwischen Seifhennersdorf und Großschönau wurde erst 2006 eingerichtet. Mit dem Ende der Grenzkontrollen als Folge des Beitrittes der drei betroffenen Staaten zum Schengener Abkommen und der Trennung von Netz und Betrieb als Folge von Bahnreformen und Ausschreibungen haben die Vereinbarungen zum PED ihre Bedeutung verloren. Reisende zwischen Seifhennersdorf und Liberec überqueren trotzdem viermal eine Staatsgrenze.
Ein weiterer solcher Verkehr mit Polen besteht auf der Strecke Hanušovice–Krnov, wo zwischen Mikulovice u Jeseníku und Jindřichov ve Slezsku polnisches Territorium und der Bahnhof Głuchołazy (früher Ziegenhals Hbf) genutzt wird. Dieser PED wurde 1888 eingerichtet (damals zwischen Österreich und dem Deutschen Reich) und nach 1945 erneut aufgenommen, nachdem das Gebiet nördlich der Grenze zu Polen gekommen war. Eine Besonderheit ist, dass im Bahnhof Głuchołazy alle Korridorzüge zum Fahrtrichtungswechsel halten mussten, Ein- und Aussteigen von Reisenden jedoch bis 2006 verboten war.
Nachfolgend wird die Vorgehensweise im Dreiländereck mit zeitgenössischen Bildaufnahmen geschildert:
In der Slowakei wurde am 12. September 1951 ein PED über ungarisches Territorium über die Bahnstrecke Aszód–Lučenec von Lučenec nach Malé Straciny aufgenommen. Mit der neugebauten Bahnstrecke Nógradszakál–Malé Straciny konnten die Braunkohlenwerke um Veľký Krtíš und Malé Straciny am kostengünstigsten erschlossen werden.

### Polen
Für die polnische Eisenbahn war es ab 1938 nach der Besetzung des Olsagebiets durch Polen erforderlich, einen Durchgangsverkehr auf der Strecke Oderberg (polnisch Bogumin) – Rybnik über deutsches Gebiet einzurichten.
Ein weiterer PED war nach 1945 an der neuen Ostgrenze zwischen Malhowice und Krościenko notwendig. Der Vertrag zur Mitnutzung der Strecken Przemyśl–Chyriw und Stryj–Starjawa in der Sowjetunion wurde 1963 geschlossen. Die mitgenutzten Abschnitte wurden in der Folge mit Vierschienengleisen für Regel- und Russische Breitspur ausgebaut. Die Verkehre endeten 1995.

### Österreich
Das Auseinanderbrechen Österreich-Ungarns sowie die Abtretung Südtirols an Italien nach dem Ersten Weltkrieg brachten die Notwendigkeit mit sich, auf mehreren Strecken PED einzurichten.

#### Korridor durch Jugoslawien (Slowenien)
Von 1918 bis 1945 und von 1952 bis 1965 verkehrten Korridorzüge auf der Lavanttalbahn und der Drautalbahn von Lavamünd über das damals jugoslawische, heute slowenische Dravograd nach Bleiburg. Durch den Bau der 1964 fertiggestellten Jauntalbahn, die ausschließlich durch Kärnten verläuft, wurde der Transitverkehr überflüssig. Das Teilstück der Lavanttalbahn zwischen Lavamünd und Dravograd wurde nach der Stilllegung der Strecke abgebaut.

#### Korridor durch Ungarn
Heute noch gültig sind die PED-Verträge für die Burgenlandbahn von Loipersbach im Burgenland über den ungarischen Bahnhof von Sopron nach Deutschkreutz.

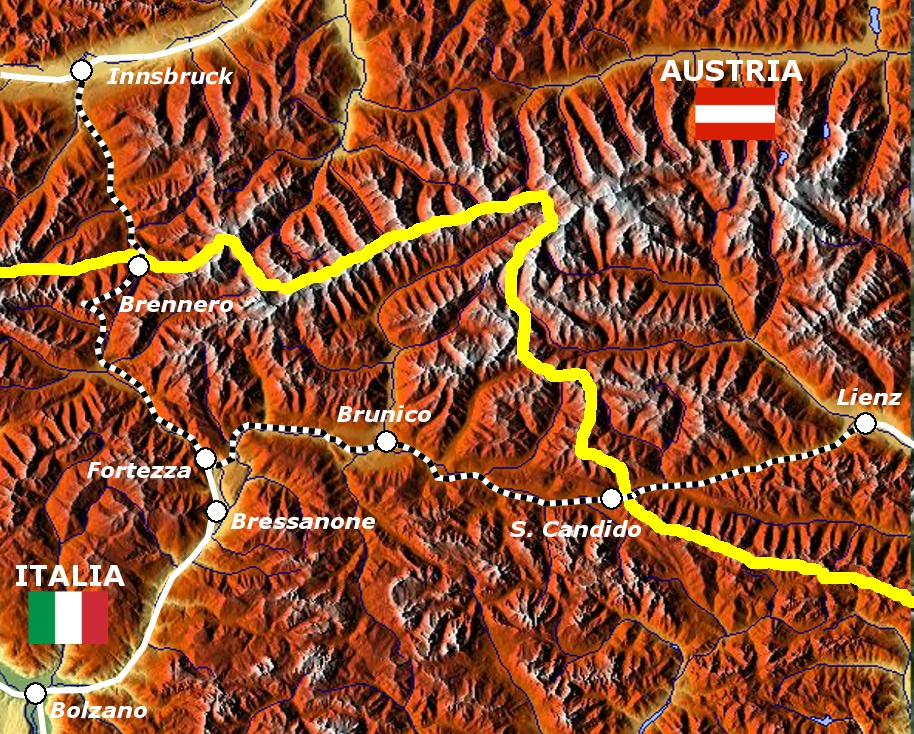
Streckenverlauf zwischen Innsbruck und Lienz durch Südtirol

#### Korridor durch Italien
PED bestand auf den Stecken Brennerbahn–Pustertalbahn–Drautalbahn zwischen Innsbruck und Lienz durch das nunmehr italienische Südtirol. Seit dem Fahrplanwechsel 2013/2014 gibt es keinen Korridorzug zwischen Innsbruck und Lienz mehr. Fahrgäste können seitdem entweder einen durchgehenden Bus oder den normalen Bahnverkehr mit Regelhalt an italienischen Bahnhöfen nutzen.

#### Korridor durch Deutschland
Zur Beschleunigung des Verkehrs von Wien und Salzburg nach Innsbruck wurde ab dem 28. Mai 1967 auf der Strecke über das große deutsche Eck bei Rosenheim eine Verbindung ohne Fahrgasthalt in Deutschland neu aufgenommen. Die Züge mussten während eines Betriebshalts in Rosenheim, bei dem Ein- und Ausstieg untersagt waren, die Fahrtrichtung wechseln. Zur Vermeidung dieses Fahrtrichtungswechsels wurde 1982 auf Kosten der Österreichischen Bundesbahnen eine Verbindungskurve in Rosenheim gebaut. Außerdem gab es bis 1994 PED zwischen Scharnitz und Ehrwald mit Kopfmachen in Garmisch-Partenkirchen, teils mit durchgehenden Zügen, teils mit Sperrwagen. Der Korridorverkehr mit Elektrotriebwagen der Baureihe 4030 zwischen Innsbruck und Reutte wurde 1958 eingestellt.

### Frankreich, Italien
Ein Privilegierter Durchgangsverkehr besteht auf der Tendabahn zwischen Frankreich und Italien. Mit der in der Vergangenheit mehrfach geänderten Grenzziehung in diesem Bereich änderten sich die jeweiligen Vereinbarungen.

### Russland
Zwischen der russischen Exklave, der Oblast Kaliningrad, und den Zielen im russischen Kernland, Moskau, Sankt Petersburg und Anapa, besteht ein entsprechender Durchgangsverkehr durch Litauen und Belarus. Dies ist jedoch kein PED, da die Reisenden, sofern sie nicht gerade aus EU-Ländern stammen, litauische Transitvisa benötigen.

### Schweiz
Die im Eigentum und Betrieb der Schweizerischen Bundesbahnen befindliche Bahnstrecke Eglisau–Neuhausen besitzt auf deutschem Staatsgebiet Bahnhöfe in Jestetten und Lottstetten, die dem Schweizer Bahntarif unterliegen. Auf diesen dürfen Fahrgäste ein- und aussteigen, jedoch nur in die oder aus den für sie vorgesehenen Wagen. Durchgangsreisende zwischen Zürich und Schaffhausen in den anderen Wagen blieben als PED-Reisende von Pass- und Zollkontrollen verschont. Mit dem Schengener Abkommen fielen zwar die Personenkontrollen weg, jedoch gehört die Schweiz nicht zur europäischen Zollunion. Daher sind Zollkontrollen bei in Deutschland zu- und aussteigenden Fahrgästen noch immer möglich.